# 尤里克 (密蘇里州)
尤里克（英語：Urich）是位於美國密蘇里州亨利縣的城市。

## 人口
根據2020年美國人口普查的數據，尤里克的面積為1.05平方千米，皆為陸地。當地共有人口463人，而人口密度為每平方千米441人。